# JustWatch
JustWatch é um site alemão que   aponta em quais serviços de streaming estão disponíveis séries ou filmes, dentre outras funções adicionais. No JustWatch também é possível consultar quantos títulos tem cada catálogo dos serviços de streaming.
Foi lançado em 2014 na Alemanha. A versão do Brasil foi lançada em 2015 e a de Portugal em 2019. Também está disponível em forma de aplicativo.
Em 2019 lançou um serviço de busca para títulos da TV a cabo.

## Provedores cadastrados

### Brasil
- Argo
- Arte1 Play (do Arte 1)
- Apple TV iTunes
- Apple TV Plus
- Belas Artes à La Carte
- Believe
- Broadway HD
- Crunchyroll
- Claro Vídeo
- Curiosity Stream
- CGoodTV
- DocAlliance Films
- Disney Plus
- Docsville
- Dekkoo
- Fox Play
- Fox Premium
- Filme Filme
- Filmzie
- Funimation Now
- Globoplay
- Google Play Movies
- Gospel Play
- HBO Go
- HBO Max
- History Play
- Hoichoi
- Kocowa
- KoreaOnDemand
- KinoPop
- Looke
- Libreflix
- Microsoft Store
- MUBI
- Magellan TV
- MovieSaints
- Netflix
- NetMovies
- Now (da Claro)
- Oldflix
- Oi Play
- Paramount+
- Prime Video
- Spamflix
- Starz Play Amazon Channel
- Supo Mungam Plus
- Telecine Play
- Revry
- True Story
- TNTGo (do TNT)
- Vid Plus
- Vix
- WOW Presents Plus

### Portugal
- Netflix
- Prime Video
- MEO
- HBO Portugal
- Fox Play
- Apple TV iTunes
- Disney Plus
- Google Play Movies
- YouTube Premium
- YouTube
- Rakuten TV
- Mubi
- Crunchyroll
- Apple TV Plus
- Curiosity Stream
- RTP Play
- Vix
- Docsville
- CGoodTV
- Spamflix[10]